# پایگاه هوایی وایت‌من
پایگاه هوایی وایت‌من (به انگلیسی: Whiteman Air Force Base) یک فرودگاه نظامی در ایالت میزوری در ایالات متحده آمریکا است. ستاد فرماندهی بال ۵۰۹ بمب در این پایگاه قرار دارد.